# Predrag Jeremić
Predrag Jeremić (Предраг Јеремић; sinh ngày 22 tháng 11 năm 1987 ở Šabac) là một tiền vệ bóng đá Serbia thi đấu cho Mačva Šabac. Anh là một tiền vệ, nhưng thỉnh thoảng cũng thi đấu ở vị trí hậu vệ phải.

## Danh hiệu
Radnik Surdulica
- Hạng nhất Serbia: 2014-15